# Древнейшие источники по истории Восточной Европы
«Древнейшие источники по истории Восточной Европы» — назва серії фундаментальних публікацій зарубіжних джерел з історії народів і держав Східної Європи, насамперед Київської Русі, до кінця 13 ст. Заснована членом-кореспондентом АН СРСР В.Пашутом, видається з 1977 (мала назву «Древнейшие источники по истории народов СССР»). Від 1985 відповідальний редактор — академік РАН В.Янін. Нині видається центром «Восточная Европа в античном и средневековом мире» Інституту загальної історії РАН. Станом на 2000 опубліковано 16 томів. У зводі вміщуються різномовні й різножанрові джерела, що походять із різних регіонів античного світу й середньовіччя — Стародавньої Греції та Риму Стародавнього, Візантії, арабського Сходу, Центральної, Західної й Північної Європи. Пам'ятки видаються, як правило, у фрагментах, що містять відомості про Східну Європу, однак, як виняток, у випадках особливої важливості пам'ятки й відсутності її повних перекладів російською мовою вона публікується повністю (напр., томи, присвячені творові імператора Константина VII Багрянородного «Про управління імперією», ісландським сагам про вікінгів та ін.). Видання складається з публікації оригінального тексту, його перекладу російською мовою і супроводжується вступною статтею, присвяченою джерелознавчому дослідженню пам'ятки або групи пам'яток, текстологічними, історичними, історико-географічними та іншими коментарями, а також різноманітними покажчиками.